# 114 км (зупинний пункт, Придніпровська залізниця)
114 км — залізничний колійний пост Криворізької дирекції Придніпровської залізниці на електрифікованій лінії Апостолове — Запоріжжя II між станціями Нікополь (15 км) та Марганець (5 км). Розташований на заході міста Марганець Нікопольського району Дніпропетровської області, поблизу колишнього заводу піролюзиту.

## Аварія на залізничному переїзді
12 жовтня 2010 року на нерегульованому залізничному переїзді між зупинними пунктами 114 км та 116 км відбулася аварія через зіткнення електровоза ВЛ8-1583 і пасажирського автобуса, внаслідок якої загинули 45 осіб, в тому числі троє дітей. В автобусі БАЗ-А079 «Еталон», що прямував за маршрутом № 1 «Поліклініка — Городище» перебувало 49 пасажирів. Внаслідок зіткнення з локомотивом 37 осіб загинули одразу, 12 були доставлені в лікарню міста Марганець у важкому стані. Дві людини померли вже в лікарні.

## Пасажирське сполучення
Через Платформу 114 км тимчасово не курсують приміські електропоїзди, найближчі станції, звідки здійснюється посадка/висадка пасажирів — Марганець або Нікополь.